# Маркиз де Леганес

Герб муниципалитета Леганес, провинция Мадрид, автономное сообщество Мадрид.

Расположение муниципалитета Леганес в провинции Мадрид.

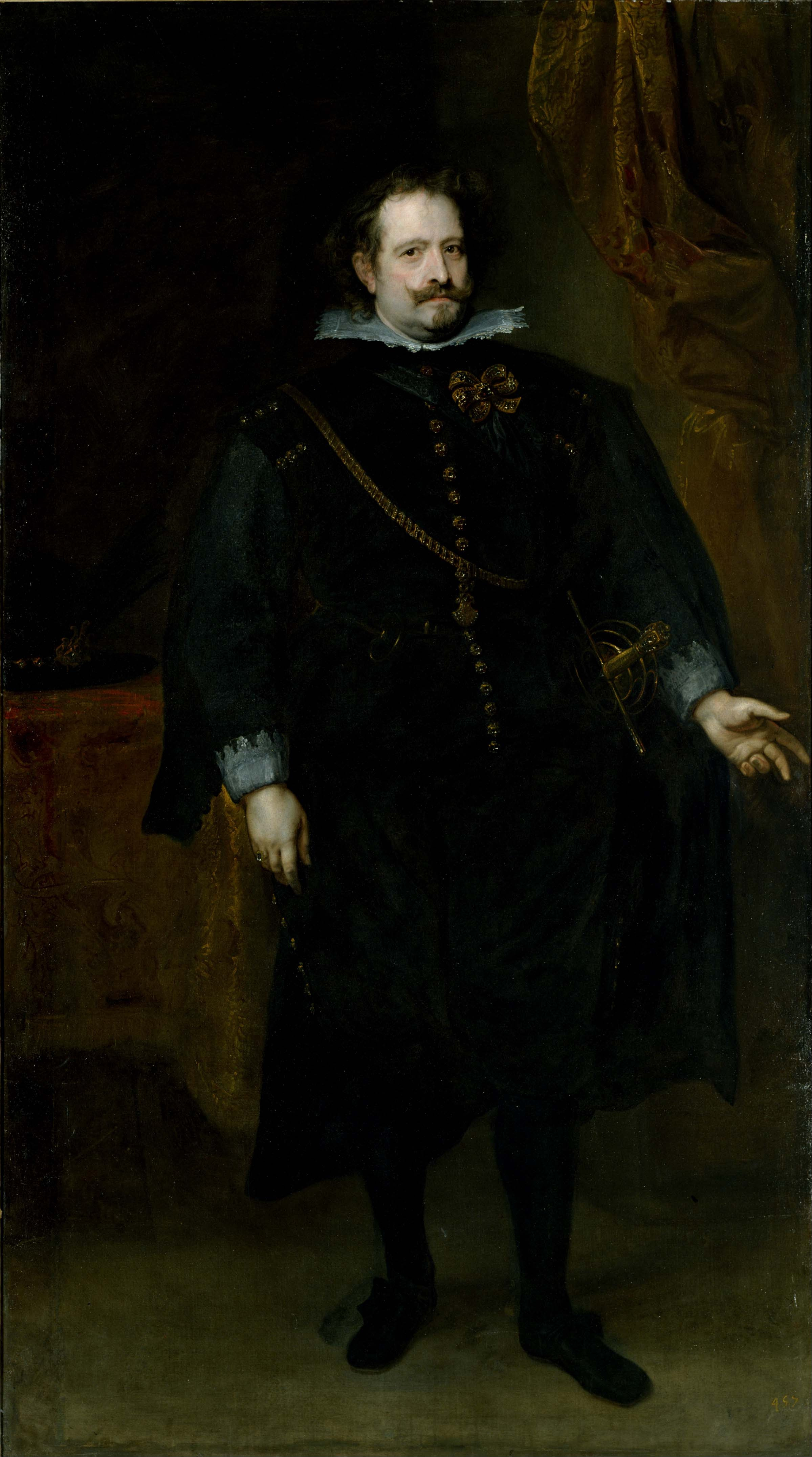
Диего Мексия Фелипес де Гусман и Давила (1580—1655), 1-й маркиз де Леганес

Маркиз де Леганес — испанский дворянский титул. Он был создан 22 июня 1627 года королем Испании Филиппом IV для Диего Мексии Фелипеса де Гусмана и Давилы, виконта де Бутарке, главного комендадора Леона, генерала армий, президента совета Фладрии и Италии, губернатора Милана и Нидерландов.
Диего Мексиа де Гусман и Давила (ок. 1580—1655), был четвертым сыном Диего Веласкеса Давилы и Бракамонте, 1-го графа де Уседа, и его второй жены, Леонор де Гусман, дочери Педро Переса де Гусмана и Суньиги, 1-го графа де Оливареса.
Название маркизата происходит от названия муниципалитета Леганес, провинция Мадрид, автономное сообщество Мадрид.

## Маркизы де Леганес
|                                             | Титул                                                  | Период                                      |
| Креация создана королем Испании Филиппом IV | Креация создана королем Испании Филиппом IV            | Креация создана королем Испании Филиппом IV |
| ------------------------------------------- | ------------------------------------------------------ | ------------------------------------------- |
| I                                           | Диего Мексия Фелипес де Гусман и Давила                | 1627-1655                                   |
| II                                          | Гаспар Давила Месия и Фелипес де Гусман                | 1655-1666                                   |
| III                                         | Диего Давила Месия и Гусман                            | 1666-1711                                   |
| IV                                          | Антонио Гаспар де Москосо Осорио и Арагон              | 1711-1725                                   |
| V                                           | Вентура Осорио де Москосо и Гусман Давила и Арагон     | 1725-1734                                   |
| VI                                          | Вентура Осорио де Москосо и Фернандес де Кордова       | 1734 — ?                                    |
| VII                                         | Висенте Хоакин Осорио де Москосо и Гусман              | ? — 1816                                    |
| VIII                                        | Висенте Изабель Осорио де Москосо и Альварес де Толедо | 1816-1837                                   |
| IX                                          | Висенте Пио Осорио де Москосо и Понсе де Леон          | 1837-1864                                   |
| X                                           | Мария Кристина Осорио де Москосо и де Бурбон           | 1864-1904                                   |
| XI                                          | Педро де Алькантара де Бофремон и д’Обюссон            | 1904-1945                                   |
| XII                                         | Леопольдо Барон и Осорио де Москосо                    | 1959-1974                                   |
| XIII                                        | Гонсало Барон и Гавито                                 | 1976 — н.в.                                 |

## История маркизов де Леганес
- Диего Мексия Фелипес де Гусман и Давила (ок. 1580—1655), 1-й маркиз де Леганес, виконт де Бутарке.
  - Супруга — Полиссена Спинола и Дория (? — 1639), дочь Амброзио Спинолы, 1-го маркиза де лос Бальбасес, герцога де Сесто.
  - Супруга — Хуана де Рохас и Кордова (ок. 1620—1680), 5-я маркиза де Поса, дочь Луиса Фернандеса де Кордовы и Рекесенса де Арагона, 6-го герцога де Сесса, 5-го герцога де Сома, 4-го герцога де Баэна, герцога ди Терранова, герцога ди Сантанджело, 8-го графа де Кабра, графа де Паламос, графа де Калонже, графа де Оливето, барона де Бельпуч, барона де Синола и 8-го виконта де Иснахар. Ему наследовал его старший сын от первого брака:

- Гаспар Давила Месия и Фелипес де Гусман (? — 1666), 2-й маркиз де Леганес, 4-й герцог де Санлукар-ла-Майор, 1-й маркиз де Мората-де-ла-Вега.
  - Супруга — кузина Франсиска де Рохас и Кордова, 6-я маркиза де Поса, дочь Франсиско де Кордовы и Хуаны де Кордовы и Рохас, 5-й маркизы де Поса. Ему наследовал их сын:

- Диего Давила Месия и Гусман (? — 28 февраля 1711), 3-й маркиз де Леганес, 2-й маркиз де Мората-де-ла-Вега.
  - Супруга — Херонима Микаэла де Бенавидес, дочь Диего де Бенавидеса и де ла Куэвы, 1-го маркиза де Солера, 8-го графа де Сантистебан-дель-Пуэрто, и его первой жены, Антонии Давилы и Корельи, 7-й маркизы де Лас-Навас, 9-го графа дель-Риско, 10-го графа де Косентайна. Их брак был бездетным. Ему наследовал:

- Антонио Гаспар де Москосо Осорио и Арагон[исп.] (1689—1725), 4-й маркиз де Леганес, 5-й герцог де Санлукар-ла-Майор, 3-й маркиз де Мората-де-ла-Вега, 7-й маркиз де Поса, 7-й маркиз де Альмасан, 9-й граф де Альтамира, 11-й граф де Монтеагудо, 7-й граф де Лодоса.
  - Супруга — Анна Николаса де Гусман и Кордова Осорио Давила (? — 1762), 4-я герцогиня де Атриско, 7-я маркиза де Велада, 5-я маркиза де ла Вилья-де-Сан-Роман, 13-я маркиза де Асторга, 6-я маркиза де Вильяманрике, 8-я маркиза де Аямонте, 14-я графиня де Трастамара, 6-я графиня де Сальтес, 5-я графиня де Ньева, 12-я графиня де Санта-Мария-де-Ортигейра, графиня де Вильялобос. Ему наследовал их сын:

- Вентура Осорио де Москосо и Гусман Давила и Арагон (1707—1746), 5-й маркиз де Леганес, 6-й герцог де Санлукар-ла-Майор, 6-й герцог де Медина-де-лас-Торрес, 14-й маркиз де Асторга, 8-й маркиз де Альмасан, 9-й маркиз де Поса, 4-й маркиз де Мората-де-ла-Вега, 5-й маркиз де Майрена, 10-й маркиз де Аямонте, 6-й маркиз де ла Вилья-де-Сан-Роман, 7-й маркиз де Вильяманрике, 4-й маркиз де Монастерио, 8-й маркиз де Велада, 13-й граф де Монтеагудо, 10-й граф де Альтамира, 8-й граф де Лодоса, 14-й граф де Трастамара, 8-й граф де Сальтес, 16-й граф де Ньева и 15-й граф де Санта-Марта-де-Ортигейра.
  - Супруга — Буэнавентура Франсиска Фернандес де Кордова Фольк де Кардона Рекесенс и де Арагон (1712—1768), 11-я герцогиня де Сесса, 11-я герцогиня де Терранова, 11-я герцогиня де Сантанджело, 10-я герцогиня де Андриа, 9-я герцогиня де Баэна, 15-я графиня де Кабра, 16-я графиня де Паламос, 10-я графиня де Оливето, 16-я графиня де Тривенто, 25-я баронесса де Бельпуч, 10-я баронесса де Калонже, баронесса де Линьола и 15-я виконтесса де Иснахар. Ему наследовал их сын:

- Вентура Осорио де Москосо и Фернандес де Кордова (1731—1776), 6-й маркиз де Леганес, 5-й герцог де Атриско, 15-й маркиз де Асторга, 16-й граф де Кабра, 7-й герцог де Санлукар-ла-Майор, 7-й герцог де Медина-де-лас-Торрес, 12-й герцог де Сесса, 9-й герцог де Баэна, 10-й герцог де Сома, 9-й маркиз де Велада, 10-й граф де Альтамира, 9-й маркиз де Альмасан, 10-й маркиз де Поса, 5-й маркиз де Мората-де-ла-Вега, 6-й маркиз де Майрена, 13-й маркиз де Аямонте, 7-й маркиз де Сан-Роман, 8-й маркиз де Вильяманрике, 5-й маркиз де Монастерио, 14-й граф де Монтеагудо, 9-й граф де Лодоса, 17-й граф де Ньева, 8-й граф де Сальтес, 15-й граф де Трастамара, 16-й граф де Санта-Марта-де-Ортигейра, 17-й граф де Паламос, 11-й граф де Оливето, 17-й граф де Авеллино, 17-й граф ди Тривенто, 14-й виконт де Иснахар, 26-й барон де Бельпуч, 11-й барон де Калонже и де Линьола.
  - Супруга — Мария де ла Консепсьон де Гусман и Фернандес де Кордова (1730—1776), дочь Хосе де Гусмана и Гевары, 6-го маркиза де Монтеалегре, 6-го маркиза де Кинтан-дель-Марко, графа де Кастронуэво, графа де лос Аркос, 12-го графа де Оньяте, графа де Вильямедьяна, маркиза де Кампо-Реаль, маркиза де Гевары, и Марии Феличе Фернандес де Кордовы и Спинолы, дочери Николаса Марии Фернандеса де Кордовы и Фигероа, 10-го герцога де Мединасели и 9-го маркиза де Прьего. Ему наследовал их сын:

- Висенте Хоакин Осорио де Москосо и Гусман (1756—1816), 7-й маркиз де Леганес, 6-й герцог де Атриско, 11-й граф де Альтамира, 8-й герцог де Санлукар-ла-Майор, 8-й герцог де Медина-де-лас-Торрес, 11-й герцог де Баэна, 14-й герцог де Сесса, 12-й герцог де Сома, 15-й герцог де Македа, 16-й маркиз де Асторга, 10-й маркиз де Велада, 14-й маркиз де Аямонте, 11-й маркиз де Поса, 9-й маркиз де Вильяманрике, 8-й маркиз де ла Вилья-де-Сан-Роман, 10-й маркиз де Альмасан, 6-й маркиз де Мората-де-ла-Вега, 16-й маркиз де Эльче, 6-й маркиз де Монастерио, 7-й маркиз де Майрена, 18-й граф де Паламос, 10-й граф де Лодоса, 17-й граф де Санта-Марта-де-Ортигейра, 16-й граф де Трастамара, 17-й граф де Кабра, 15-й граф де Монтеагудо, 17-й граф де Вильялобос, 18-й граф де Ньева, 9-й граф де Сальтес, 27-й барон де Бельпуч, 15-й виконт де Иснахар.
  - Супруга — Мария Игнасия Альварес де Толедо и Гонзага Караччоло (1757—1795), дочь Антонио Марии Хосе Альвареса де Толедо и Переса де Гусмана, 10-го маркиза де Вильяфранка и де лос Велес, и Марии Антонии Доротеи Синфоросы Гонзага и Караччоло.
  - Супруга — Мария Магдалена Фернандес де Кордова и Понсе де Леон (1780—1830), дочь Хоакина Фернандеса де Кордовы, 3-го маркиза де ла Пуэбла-де-лос-Инфантес, и Бригиды Магдалены Понсе де Леон и Давилы. Ему наследовал его сын от первого брака:

- Висенте Изабель Осорио де Москосо и Альварес де Толедо (1777—1837), 8-й маркиз де Леганес, 7-й герцог де Атриско, 10-й герцог де Санлукар-ла-Майор, 9-й герцог де Медина-де-лас-Торрес, 15-й герцог де Сесса, 13-й герцог де Сома, 16-й герцог де Македа, 12-й герцог де Баэна, 17-й маркиз де Асторга, 11-й маркиз де Велада, 15-й маркиз де Аямонте, 10-й маркиз де Вильяманрике, 12-й маркиз де Поса, 7-й маркиз де Мората-де-ла-Вега, 7-й маркиз де Монастерио, 8-й маркиз де Майрена, 17-й маркиз де Эльче, 9-й ла Вилья-де-Сан-Роман, 11-й маркиз де Альмасан, 18-й граф де Кабра, 19-й граф де Паламос, 18-й граф де Вильялобос, 10-й граф де Сальтес, 16-й виконт де Иснахар.
  - Супруга — Мария дель Кармен Понсе де Леон и Карвахаль (1780—1813), 9-я маркиза де Кастромонте, 5-я герцогиня де Монтемар, 9-я графиня де Гарсиэс, дочь Антонио Марии Понс де Леона Давилы и Каррильо де Альборноса, 4-го герцога де Монтемар, 8-го маркиза де Кастромонте, 5-го графа де Валермосо, 4-го графа де Гарсиэс, и Марии дель Буэн Консехо Карвахаль и Гонзага, дочери Мануэля Бернардино де Карвахаля и Суньиги, 6-го герцога де Абрантес, 5-го герцога де Линарес. Ему наследовал их сын:

- Висенте Пио Осорио де Москосо и Понсе де Леон (1801—1864), 9-й маркиз де Леганес, 8-й герцог де Атриско, 11-й герцог де Салукар-ла-Майор, 10-й герцог де Медина-де-лас-Торрес, 16-й герцог де Сесса, 14-й герцог де Сома, 13-й герцог де Баэна, 17-й герцог де Македа, 6-й герцог де Монтемар, 18-й маркиз де Асторга, 12-й маркиз де Велада, 9-й маркиз де Кастромонте, 16-й маркиз де Аямонте, 11-й маркиз де Вильяманрике, 10-й маркиз де ла Вилья-де-Сан-Роман, 12-й маркиз де Альмасан, 13-й маркиз де Поса, 8-й маркиз де Мората-де-ла-Вега, 9-й маркиз де Майрена, 18-й маркиз де Эльче, 8-й маркиз де Монастерио, 12-й маркиз де Монтемайор, 10-й маркиз дель Агила, 10-й граф де Паламос, 12-й граф де Лодоса, 19-й граф де Вильялобос, 19-й граф де Ньева, 11-й граф де Сальтес, 10-й граф де Гарсиэс, 6-й граф де Валермосо, граф де Кастильяна, 16-й граф де Монтеагудо, 14-й граф де Альтамира, 19-й граф де Кабра, граф де Трастамара, граф де Санта-Марта, 17-й виконт де Иснахар, барон де Бельпуч, граф ди Оливето.
  - Супруга — Мария Луиза де Карвахаль и де Керальт (1804—1843), дочь Хосе Мигеля де Карвахаля Варгаса и Манрике де Лара, 2-го герцога де Сан-Карлос, вице-короля Наварры, и Марии Эулалии де Керальт и Сильвы. Ему наследовала его внучка:

- Мария Кристина Осорио де Москосо и де Бурбон (26 мая 1850 — 27 марта 1904), 10-я маркиза де Леганес, 9-я герцогиня де Атриско, 9-я маркиза де Мората-де-ла-Вега. Дочь Хосе Марии Осорио де Москосо и Карвахаля, 16-го герцога де Сесса, и Луизы Терезы де Бурбон и Бурбон-Сицилийской, инфанты Испании.
  - Супруг — Пьер Эжен, принц-герцог де Бофремон-Куртенэ (1843—1917), 6-й граф де Бофремон, 8-й принц де Морней. Ей наследовал их младший сын:

- Педро де Алькантара дле Бофремон и д’Обюссон (18 октября 1879 — 14 марта 1945), 11-й маркиз де Леганес, 10-й герцог де Атриско, 10-й маркиз де Мората-де-ла-Вега.
  - Супруга — Тереза Октавия Шеврье де ла La Bouchardière (1877—1959).

- Леопольдо Барон и Осорио де Москосо (2 января 1920—1974), 12-й маркиз де Леганес, 20-й герцог де Сесса, 12-й герцог де Атриско, 19-й граф де Альтамира, 11-й маркиз де Мората-де-ла-Вега. Сын Леопольдо Барона и Торреса и Марии дель Перпуто Сокорро Осорио де Москосо и Рейносо, 20-й маркизы де Асторга.
  - Супруга — Мария Кристина Гавито и Хурэги. Ему наследовал их сын:

- Гонсало Барон и Гавито (род. 5 февраля 1948), 13-й маркиз де Леганес, 21-й герцог де Сесса, 13-й герцог де Атриско, 20-й граф де Альтамира, 21-й маркиз де Асторга, 12-й маркиз де Мората-де-ла-Вега, маркиз де Пико-де-Веласко-де-Ангустина.